# Supernova (film, 2020)
Pour les articles homonymes, voir Supernova (homonymie).
Pour plus de détails, voir Fiche technique et Distribution.
Supernova est un film britannique, écrit et réalisé par Harry Macqueen, sorti en 2020.

## Synopsis
Sam (Colin Firth) et Tusker (Stanley Tucci) sont ensemble depuis 20 ans. Ils voyagent à travers l'Angleterre pour gagner le Lake District, en réunissant leurs amis et leur famille. Vu que Tusker est atteint de la démence précoce, le couple se dirige vers la fin de leur relation. Pendant le trajet, ils révèlent leurs secrets qui changent à jamais leur relation.

## Fiche technique
Sauf indication contraire, les informations mentionnées dans cette section peuvent être confirmées par la base de données cinématographiques IMDb,  présente dans la section « Liens externes ».
- Titre original et français : Supernova
- Réalisation et scénario : Harry Macqueen
- Musique : Keaton Henson
- Direction artistique : Philippa Mumford
- Décors : Sarah Finlay
- Costumes : Matthew Price
- Photographie : Dick Pope
- Montage : Chris Wyatt
- Production : Tristan Goligher et Emily Morgan

Production déléguée : Mary Burke, Vincent Gadelle et Eva Yates
- Sociétés de production : BBC Films, British Film Institute, Quiddity Films et The Bureau
- Sociétés de distribution : Studiocanal UK (Royaume-Uni) ; ARP Sélection (France)
- Budget : 681 605 dollars[1],[2]
- Pays d'origine :  Royaume-Uni
- Langue originale : anglais
- Format : couleur
- Genre : drame
- Durée : 95 minutes
- Dates de sortie :
  - Espagne : 23 septembre 2020 (avant-première mondiale au festival international du film de Saint-Sébastien)
  - Royaume-Uni : 25 juin 2021
  - France : 8 septembre 2021

## Distribution
- Colin Firth (VF : Christian Gonon ; VQ : Daniel Picard) : Sam
- Stanley Tucci (VF : Bernard Alane ; VQ : Jacques Lavallée) : Tusker Mulliner
- Pippa Haywood (VFB : Myriam Thyrion ; VQ : Marika Lhoumeau) : Lilly
- Peter MacQueen (VQ : Benoît Brière) : Clive
- James Dreyfus (VFB : Benoît Van Dorslaer ; VQ : Frédérik Zacharek) : Tim
- Ian Drysdale (VQ : Christian Perrault) : Paul
- Sarah Woodward : Sue

## Production
En octobre 2019, on annonce que Colin Firth et Stanley Tucci sont engagés sur ce projet de film, avec Harry Macqueen en tant que scénariste et réalisateur, ainsi que StudioCanal UK pour sa distribution au Royaume-Uni,.

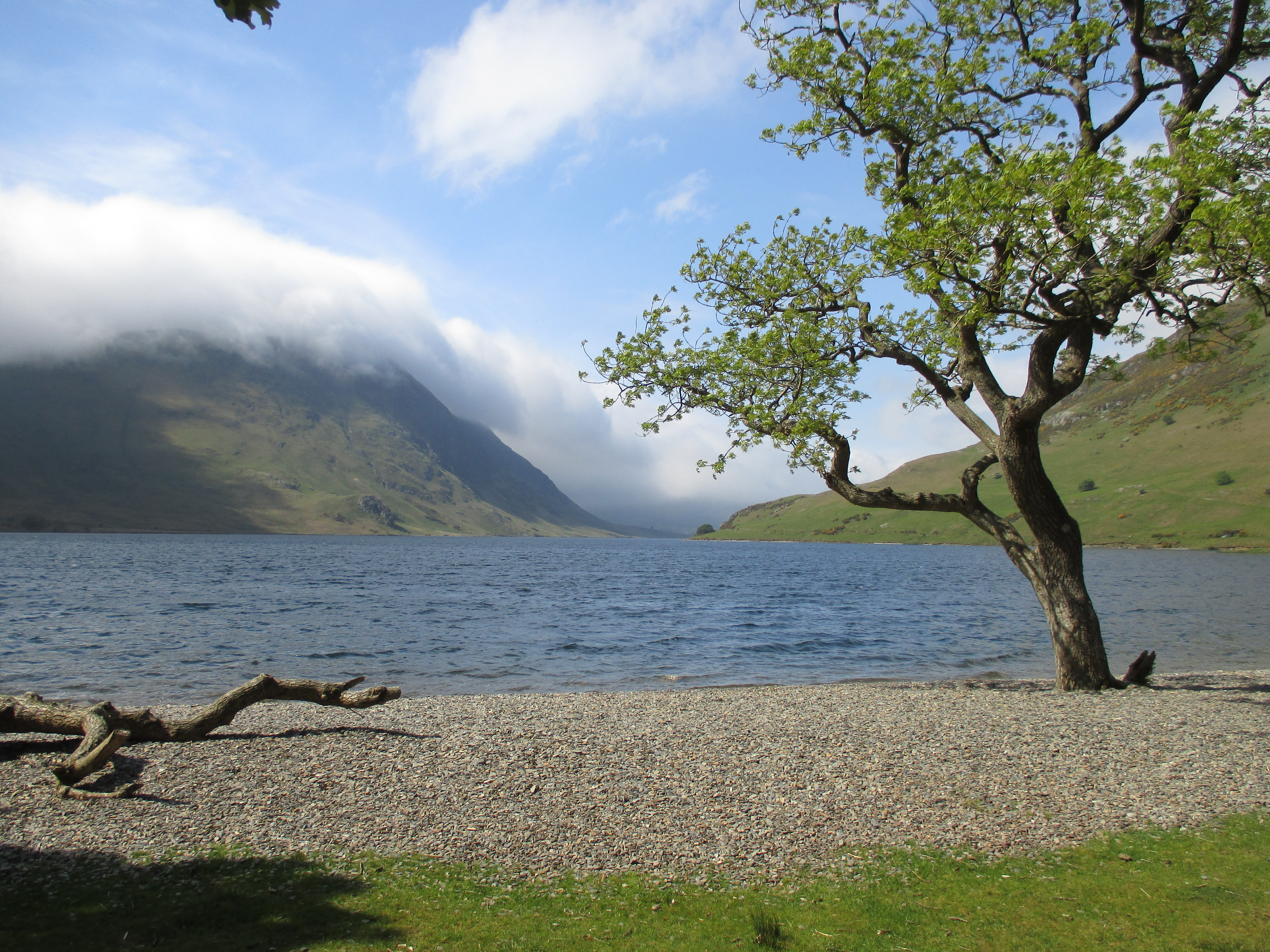
Le Crummock Water.

Le tournage a lieu dans le Lake District, ainsi qu’au Crummock Water (en), au village de Buttermere et dans la ville de Keswick, dans le comté de Cumbria, en septembre 2019 pour une durée de six semaines.

## Accueil

### Festival et sorties
Le film est sélectionné et présenté le 23 septembre 2020 en avant-première mondiale au festival international du film de Saint-Sébastien, en Espagne. Il sort le 25 juin 2021 par Studiocanal UK, au Royaume-Uni.
En France, il est sorti le 8 septembre 2021.
À cause de la loi fédérale russe no 135-ФЗ, le distributeur décide de retirer une scène de sexe dans la version russe du film.

### Critiques
Glenn Kenny de The New York Times voit ce film « spectaculaire et poignant » (« spectacularly moving »). Justin Chang de Los Angeles Times souligne qu'« il faut absolument le voir » (« shouldn't be missed »).
En France, le site Allociné recense une moyenne des critiques presse de 3,3/5.

### Documentation
- François Lévesque, « La lumineuse intensité de Harry Macqueen », Le Devoir,‎ 5 février 2021 (lire en ligne).